# Hôtel-Dieu (Paris)

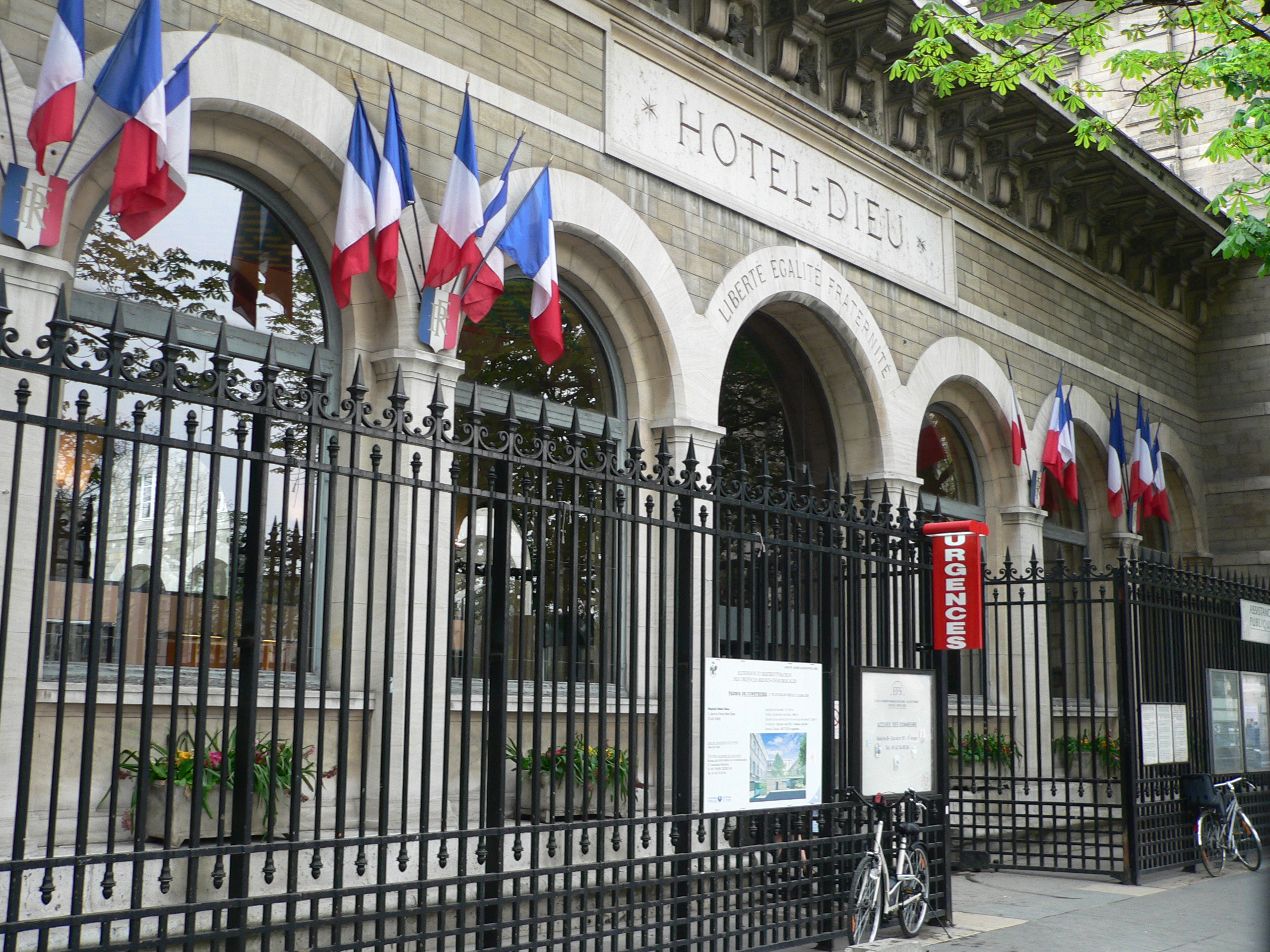
Hôtel-Dieu de Paris

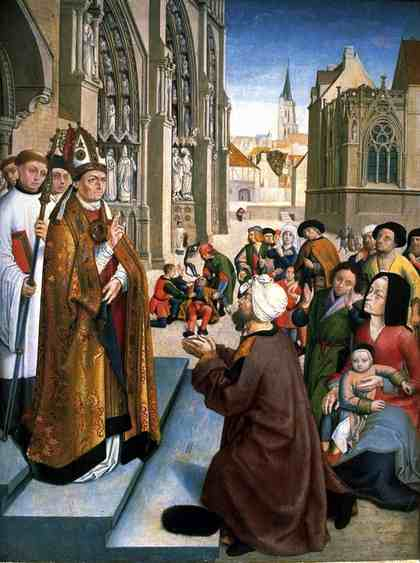
Das Hôtel-Dieu de Paris auf dem Gemälde Leben eines Heiligen Bischofs (Meister des Saint Gilles, um 1500)

Das Hôtel-Dieu de Paris, dem heiligen Christophorus gewidmet, ist das älteste Hospital in Paris. Es wurde im Jahr 651 von dem Pariser Bischof Landericus (Saint Landry) als bescheidene Herberge in nächster Umgebung der damaligen cathédrale Saint-Étienne gegründet, dem Vorgängerbau der heutigen Kathedrale Notre Dame.
Das Hôtel-Dieu stand an der Südseite der Île de la Cité und dehnte sich später bis auf die Rive Gauche aus. Damit war es der einzige Gebäudekomplex, der an zwei Ufern der Seine stand. Die beiden Teile waren mit einer Brücke, der Pont au Double, verbunden.
Dreimal kam es zu Bränden: 1718, 1737 und 1772.
Im Jahr 1786 verfügte das Hospital über 2000 Betten für 4800 Kranke und Verwundete. Georges-Eugène Haussmann ließ im Zuge seiner städtebaulichen Maßnahmen 1865 das alte Hôtel-Dieu abreißen und wenige Meter weiter durch den wesentlich größeren Neubau des heutigen Hôpital Hôtel-Dieu ersetzen. Es nimmt auf der Île de la Cité den gesamten Bereich zwischen der Rue de la Cité und der Rue d’Arcole, dem Parvis Notre-Dame genannten Domvorplatz und dem Quai de la Corse, und damit eine Fläche von rund drei Hektar ein. Architekt dieses Neubaus war Arthur-Stanislas Diet (1827–1890).
Unter den Medizinern, die am Hôtel-Dieu gearbeitet haben, waren:
- Ambroise Paré (1533–1536)
- Jean Baseilhac (1703–1781)
- Marie François Xavier Bichat (1771–1802)
- Pierre Charles Alexandre Louis (1787–1872)
- Apollinaire Bouchardat (1806–1886)
- Pierre-Joseph Desault (1744–1795)
- Paul Georges Dieulafoy (1839–1911)
- Guillaume Dupuytren (1777–1835)
- Jean-Nicolas Corvisart (1755–1821)
- Alexis Boyer (1757–1833)
- Joseph Forlenze (1757–1833)
- Henri Albert Hartmann (1860–1952)
- Louis Lémery (1677–1743)
- Philippe-Jean Pelletan (1747–1829)
- Joseph-Claude-Anthèlme Récamier (1774–1852)
- Philibert-Joseph Roux (1780–1854)
- Antoine-Joseph Jobert de Lamballe (1799–1867)
- Armand Trousseau (1801–1867)
- Auguste Ambroise Tardieu (1818–1879)